# Hallesche Krankenversicherung
Die Hallesche Krankenversicherung auf Gegenseitigkeit ist ein deutscher Versicherungsverein auf Gegenseitigkeit mit Sitz in Stuttgart und seit 1994 Gleichordnungskonzern mit der Alte Leipziger Lebensversicherung. Die Zulassung als privater Krankenversicherer wurde durch die Bundesanstalt für Finanzdienstleistungsaufsicht am 1. Januar 1988 erteilt.
Die Versicherung bietet das gesamte Tarifspektrum in der Krankenvoll-, Pflege-, Krankentagegeld- sowie privater Krankenzusatzversicherung an.

## Geschichte
Die Gründung erfolgte am 20. Oktober 1934 als Hallesche Krankenkasse V.V.a.G. in Berlin durch die Kaufmännische Krankenkasse – KKH für die notwendige Ausgliederung von 20.570 nicht versicherungspflichtigen Mitgliedern zum 1. Januar 1936 aus der Ersatzkasse. Betreut wurden die Mitglieder damals von 195 Mitarbeitern. Um an den wichtigsten Orten präsent zu sein, wurden in den kommenden zwei Jahren 14 Bezirksverwaltungen und 52 Geschäftsstellen neu eingerichtet. 1948 wurde die Verwaltung aufgrund politischer Spannungen und im Zuge der Tatsache, dass in Stuttgart eines der wenigen nicht zerstörten Gebäude stand von Berlin nach Stuttgart verlegt.
1961 wurde das Unternehmen in die heute wieder vorherrschende Form Hallesche Krankenversicherung auf Gegenseitigkeit geändert. Am 28. Februar 1963 wurde Stuttgart Hauptsitz der Halleschen. Der Doppelsitz der Hallesche-Nationale in Berlin wurde am 7. April 1994 aufgegeben.
Am 21. August 1975 erfolgte die Übernahme des Nationalen Krankenversicherungsvereins a. G. unter Aufsichtsratsvorsitzenden Ludwig Grosse und die Umfirmierung auf Hallesche-Nationale Krankenversicherungsverein auf Gegenseitigkeit mit nun 470 Mitarbeitern.
Ein Organisationsabkommen mit der Vereinte Postversicherung VVaG (VPV) wurde am 1. Januar 1984 geschlossen. Des Weiteren bestehen Abkommen und Kooperationen mit weiteren Unternehmen, wie z. B. der MLP als Vertriebspartner.
Das Unternehmen wurde am 2. August 2002 in Hallesche Krankenversicherung auf Gegenseitigkeit umfirmiert. Der heutige Stuttgarter Versicherungsverein wurde am 18. Februar 1952 in das Handelsregister eingetragen. Die Hallesche Krankenversicherung arbeitete als Vertriebspartner eng mit dem Unternehmen MEG AG zusammen, welches im Dezember 2009 allerdings Insolvenz anmelden musste.
Zusammenarbeit mit Alte Leipziger Lebensversicherung: 1973 begann die Kooperation mit der Alte Leipziger, die ab 1990 sich gegenseitig beteiligten und 1994 in einen Gleichordnungskonzern mündete. An der Alte Leipziger Holding Aktiengesellschaft ist die Hallesche mit 10 Prozent beteiligt, die Alte Leipziger Lebensversicherung mit rund 90 Prozent.

## Vorstand
Der Vorstand hat sechs Mitglieder: Vorsitz/Strategie; Betriebsorganisation/Personal; Vertrieb; Produktkoordination/Aktuariat; Finanzen; Leistung/Aktuariat.

## Kennzahlen
| Kennzahlen 2021                       | Mio. Euro |
| ------------------------------------- | --------- |
| Beitragseinnahmen                     | 1368,7    |
| Geleistete Zahlungen                  | 851,1     |
| Aufwendungen für Versicherungsbetrieb | 147,3     |
| Kapitalanlagen                        | 10752,4   |
| Bilanzsumme                           | 11091,7   |